# شب بخیر مامان
شب بخیر مامان (آلمانی: Ich seh Ich seh، به معنی: من می‌بینم من می‌بینم) فیلمی اتریشی در سبک ترسناک است که در سال ۲۰۱۴ منتشر شد.

## خلاصه داستان
دو برادر دو قلو به نام‌های لوکاس و الیاس همراه با مادرشان در یک خانه‌ی بزرگ و مدرن ییلاقی زندگی می‌کنند. صورت مادر بانداژ شده و در طول فیلم مشخص می‌شود که به دلیل وقوع تصادف مجبور به عمل جراحی شده است. رابطه‌ی پسرها با هم عالی است و گویی که آن دو یک روح در دو بدنند، اما برعکس در ارتباط با مادر دچار مشکلند. به خصوص الیاس که از بین دو برادر کنشمندتر است و در واقع به شکل پل ارتباطی میان خود و برادرش از یک سو و مادرشان از سوی دیگر عمل می‌کند. به دلیل سخت‌گیری‌های بیش از حد مادر، الیاس به این که او مادر حقیقی ‌آن‌ها باشد شک می‌کند. این شک با باز شدن بانداژ صورت مادر و رویت چهره‌ی جدید وی تشدید می‌شود. الیاس و لوکاس مادر را در حینی که در خواب است به تخت می‌بندند. بعد از بیداری او را مورد بازجویی و شکنجه قرار می‌دهند و انکار و مقاومت مادر و ناتوانی وی از پاسخ صحیح به پرسش‌هایی که الیاس مطرح می‌کند، باعث تشدید شکنجه توسط دوقلوها می‌شود...